# شبه‌یولاف طلایی
شبه‌یولاف طلایی (نام علمی: Trisetum flavescens) نام یک گونه از سرده شبه‌یولاف است.